# Hervé Meschinet
Hervé Meschinet de Richemond (* 26. August 1959 in Saint-Étienne) ist ein französischer Jazzmusiker (Saxophone, Flöte).
Meschinet arbeitete mit Claude Nougaro, Charles Aznavour, Nicole Croisille, Wynton Marsalis, Larry Coryell, Pierre Michelot, Riccardo Del Fra, Daniel Humair, Gérard Badinis Super Swing Machine, der Big Band von Michel Legrand und der Paris Jazz Big Band (Django d’Or für Paris 24). Er spielte mit dem Gitarristen Gilles Renne und dem Organisten Philippe Petit in der kollaborativen Band Mister Hyde. 1996 gründete er sein eigenes Quartett; für sein Debütalbum Cannonblues erhielt er 1998 den Django d’Or in der Kategorie „Newcomer“. Auf seinem zweiten Album Night in Tokyo (mit dem Pianisten Alfio Origlio, Christophe Levan am Bass und Christophe Bras am Schlagzeug sowie dem Gitarristen Gilles Renne) konzentrierte er sich auf das Flötenspiel; das Album wurde von der Kritik herausgestellt. Weiterhin gehört er zu den Gruppen von René Urtreger und Fredrika Stahl. Zudem ist er auf dem Album Chambre avec vue von Henri Salvador, auf Louisa Beys Turning Me Jazz und auf Stephan Eichers 1000 Vies zu hören. 